# 吳美雲
吳美雲（1944年—2016年5月12日），出版家，創辦漢聲雜誌社。

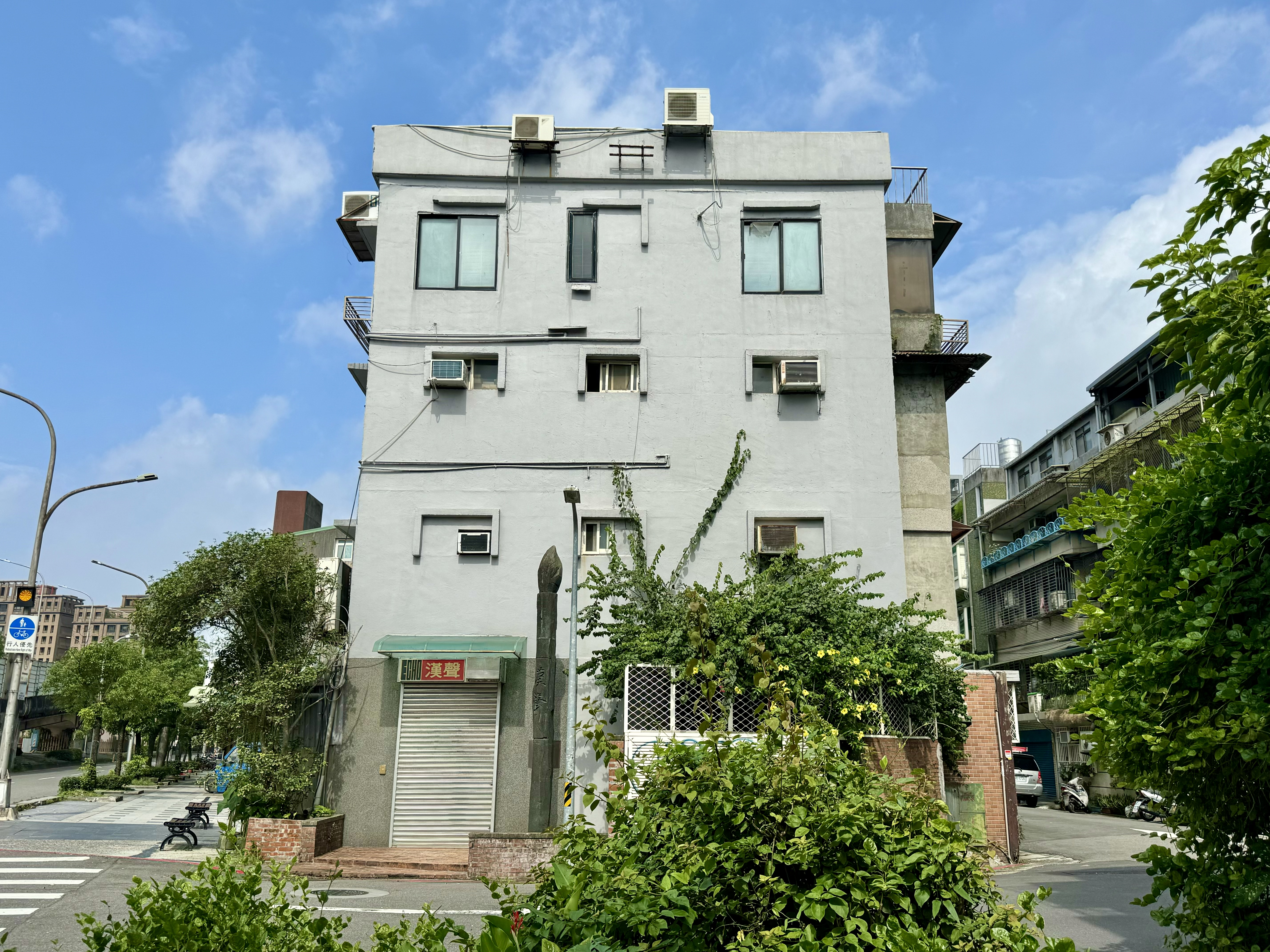
漢聲雜誌社

## 生平
吳美雲生於紐約，吳鐵城長孫女，父吳幼林為中央信託局官員。
吳美雲從台北美國學校畢業後，到美國與英國就學。在俄亥俄州牛津讀西方女子學院（今邁阿密大學西部校區）時開始對編輯、出版工作發生興趣。大三時，任該校報紙主編。取得傅爾布萊特計畫獎學金赴英國念研究所，主修政治和戰略學。
1970年，已育有一子的吳美雲辭掉原先工作，把家中浴室改成暗房，在家裡創辦漢聲雜誌社。又找到黃永松和姚孟嘉合作，三人動手就編起《漢聲雜誌》，當時他們才二十幾歲。她和黃永松一同至舊書攤，研究美國《生活》、《展望》、以及《花花公子》等雜誌等版面編排和文章結構，發展出自己雜誌的風格。她一度每天工作十四小時、每星期工作七天，一度因借來的資本告罄，幾乎無法如期出書。後由中華航空決定每期訂購一萬《ECHO》，供旅客在飛機上閱讀，於1971年1月1日推出。《ECHO》在當年這本率先進行台灣鄉土田野調查的報導文學及攝影雜誌，印刷精美，藉由飛機上乘客閱讀打開全球行銷，訂戶多達三十三個國家。但收入還是不足，各合夥人依個人特長接受其他工作來彌補，如她曾先後為國科會編印台灣生活手冊，為交通部觀光局製作七個中國傳統節日的影片。
1978年，法國歸來的奚淞加入團隊，包括之前的吳美雲、黃永松、姚孟嘉，漢聲四位重要人物全員到齊。
吳美雲曾對記者說，有些事情總要有人去做的，相信有些事情具有意義，對我們的國家、我們的文化一定有積極的貢獻，那麼就是好事，好事當然要做下去。她會為文化親身投入，如林懷民一次進到漢聲辦公室，看到她穿粗布唐裝在編草鞋。她為了出版中國米食專集，特地租了一層公寓隔作三間廚房，並且請了她祖父以前的廚子來掌廚。1980年，她因文化交流有貢獻而獲得十大傑出女青年。
1980年代，漢聲出版作品源源不絕，有《漢聲中國童話》、《漢聲小百科》、《愛的小小百科》、《精選世界兒童圖畫書》、《精選世界少年文學讀物》等。身為母親的吳美雲感嘆坊間儘多西洋童話書，屬於自身文化的兒童讀物太少，於是1981年以原創圖文推出《漢聲中國童話》誕生，一套十二本，每天一個故事，再加上為兒童編創的科普與生活常識的《漢聲小百科》於1984年問世，這兩套書成為1970、1980年級世代重要的啟蒙書，當時臺灣中產家庭常以這兩套書作為孩子賀禮，還因盜版太多，使得吳美雲親自連同警方去抓。
漢聲全盛時期員工八百人，傅月庵以「一葉開五花」形容，漢聲訓練出的人都成了1990年代臺灣相關出版領域的主導力量，如遠流台灣館、兒童館編輯基本皆來自漢聲。
1980年12月，國際崇她社台北三社於臺北市黎忠市場二樓成立台灣第一家兒童博物館「中華兒童博物館」，發起人吳美雲時任《漢聲雜誌》總編輯兼國際崇她社台北三社社員。
隨著姚孟嘉瘁逝、奚淞退休、黃永松到北京，僅剩吳美雲獨守衰退的漢聲。吳美雲有過敏、高血壓、腎盂腎炎、腸潰瘍等病史。2008年，雷曼兄弟金融災難爆發時，吳美雲正在病中，未能及時搶救漢聲的財政。2016年5月12日晨，吳美雲以七十二歲病逝於臺北國泰醫院。